# تري-فالي
تري-فالي هي منطقة على شكل مثلث خارج منطقة خليج سان فرانسيسكو.تقع في كاليفورنيا. وتبعد 18 ميل عن أوكلاند و33 ميل عن سان فرانسيسكو وتقع حول مدن بليسانتون، ليفرمور، دبلن، سان رامون ودانفيل التي تشمل طراز بلاك هوك. تعرف منطقة تري-فالي بمناخ البحر الأبيض المتوسط وبمنطقة النبيذ. تعتبر هذه المنطقة بالضواحي العالية حيث يبلغ عدد سكانها 300,000.
‌